# Ymre Stiekema
Ymre Stiekema (Groningen, 3 mei 1992) is een Nederlands model.
Ze begon haar carrière als model op vijftienjarige leeftijd toen ze in april 2008 tweede werd bij de finale van de Elite Model Look in Praag. Dat leverde haar een contractbedrag van honderdduizend euro op. Op 22 mei 2008 won ze de Dutch Model Award in Amsterdam. Niet lang daarna kreeg ze een contract aangeboden bij het Italiaanse modemerk Prada, waar ze het gezicht van werd. Sindsdien heeft ze modeshows gelopen voor Jason Wu, Roberto Cavalli, Dior en Donna Karan. Daarnaast heeft ze ook in de Vogue gestaan.
In 2024 was Stiekema een van de deelnemers aan het 24e seizoen van het RTL 4-programma Expeditie Robinson, ze stopte op dag twintig en eindigde daarmee op de dertiende plaats.

## Privé
Stiekema heeft twee dochters met haar partner Wouter.

## Trivia
- De grootvader van Stiekema, Jan Leegwater, was onder andere burgemeester in de voormalig gemeente Kloosterburen en Scheemda.
- Stiekema woonde in het Groningse Tolbert, maar verhuisde in 2010 naar New York.
- Inmiddels woont Stiekema weer in het Groningse Leek.[6]